# Ødsted
Ødsted is een plaats in de Deense regio Zuid-Denemarken, gemeente Vejle. De plaats telt 1372 inwoners (2008).